# Corythomantis
Corythomantis is een geslacht van kikkers uit de familie boomkikkers (Hylidae).
De groep werd voor het eerst wetenschappelijk beschreven door George Albert Boulenger in 1896.
Er zijn twee soorten die leven in delen van Zuid-Amerika en endemisch voorkomen in noordoostelijk Brazilië.

## Soorten
- Soort Corythomantis galeata
- Soort Corythomantis greeningi